# Municipio de Lincoln (condado de Grundy, Iowa)
El municipio de Lincoln (en inglés: Lincoln Township) es un municipio ubicado en el condado de Grundy en el estado estadounidense de Iowa. En el año 2010 tenía una población de 251 habitantes y una densidad poblacional de 2,74 personas por km².

## Geografía
El municipio de Lincoln se encuentra ubicado en las coordenadas 42°25′37″N 92°42′37″O / 42.42694, -92.71028. Según la Oficina del Censo de los Estados Unidos, el municipio tiene una superficie total de 91.71 km², de la cual 91,71 km² corresponden a tierra firme y (0 %) 0 km² es agua.

## Demografía
Según el censo de 2010, había 251 personas residiendo en el municipio de Lincoln. La densidad de población era de 2,74 hab./km². De los 251 habitantes, el municipio de Lincoln estaba compuesto por el 97,61 % blancos, el 1,59 % eran afroamericanos, el 0,8 % eran asiáticos. Del total de la población el 1,99 % eran hispanos o latinos de cualquier raza.